# Književnost u 1964.
◄◄ | ◄ | 1961. | 1962. | 1963. | 1964.  | 1965. | 1966. | 1967. | ► | ►►
Arhitektura • Astronautika • Astronomija • Biologija • Film • Fotografija • Glazba • Kazalište • Kemija • Kiparstvo • Knjige • Književnost • Kršćanstvo • Meteorologija • Medicina • Planinarstvo • Politika • Pravo • Promet • Slikarstvo • Strip • Šport • Televizija • Znanost • Zrakoplovstvo • Željeznički promet
Književnost u 1964.

## Svijet

### Književna djela
- Herzog Saula Bellowa
- Žeđ i glad Eugènea Ionesca

### Nagrade i priznanja
- Nobelova nagrada za književnost dodijeljena Jean-Paul Sartreu, koju je on odnio

### Rođenja
- 8. kolovoza – Klaus Ebner, austrijski književnik

### Smrti
- 20. ožujka – Brendan Behan, irski književnik, pjesnik, novelist, dramski pisac, novinar, IRA-in aktivist (* 1923.)

## Vanjske poveznice
|  | Zajednički poslužitelj ima još gradiva o temi Književnost u 1964. |